# Unterkastl
Unterkastl war eine Gemeinde, aus der 1966 durch Zusammenlegung mit den Gemeinden Forstkastl und Oberkastl die Gemeinde Kastl im Landkreis Altötting gebildet wurde.
Die gleichnamige Gemarkung besteht noch heute und entspricht weitgehend der ehemaligen Gemeindefläche.
Die ehemalige Gemeinde hatte 43 Gemeindeteile und eine Fläche von etwa 1038 Hektar. 1961 lebten in 103 Wohngebäuden 548 Einwohner.